# Iodato di potassio
Lo iodato di potassio è il sale di potassio dell'acido iodico. La sua formula è KIO3. Deriva dall'acido iodico, la cui formula è HIO3.
A temperatura ambiente si presenta come un solido bianco inodore, in ambiente acido si comporta da ossidante, ossia acquistando elettroni riduce il proprio numero di ossidazione mentre fa aumentare quello dell'altra specie coinvolta.
È sovente utilizzato come standard per titolazioni di iodimetria.
Viene anche addizionato al sale da cucina per produrre sale iodato.